# حزام بوهاي الاقتصادي
حزام بوهاي الإقتصادي (بالإنجليزية: Bohai Economic Rim)‏ هي منطقة سكنية تقع في الصين في بكين. يقدر عدد سكانها بـ 66,400,000 نسمة.